# Wouldn't It Be Good
"Wouldn't it Be Good" (Isso Não Seria Bom?) é uma canção de Nik Kershaw, do álbum Human Racing. Foi lançada em 1984.

## Faixas

### Single de 7"
1. "Wouldn't It Be Good" — 4:35
2. "Monkey Business" — 3:28

### Maxi de 12"
1. "Wouldn't It Be Good" (special extended mix) — 6:50
2. "Monkey Business" — 3:28

## Certificação
| País | Certificação | Data               | Vendas  |
| ---- | ------------ | ------------------ | ------- |
| RU   | Prata        | 1 de março de 1984 | 200.000 |

## Nas paradas
| Parada (1984-1985)        | Máxima posição |
| ------------------------- | -------------- |
| Austrian Singles Chart    | 12             |
| Dutch Mega Top 100        | 32             |
| French SNEP Singles Chart | 35             |
| German Singles Chart      | 2              |
| Irish Singles Chart       | 2              |
| Norwegian Singles Chart   | 6              |
| Swiss Singles Chart       | 3              |
| UK Singles Chart          | 4              |
| U.S. Billboard Hot 100    | 46             |

## Covers
A canção recebeu covers de diversos artistas como Placebo, Danny Hutton Hitters, Cascada, Soulwax, Danny Hutton's Hitters, She Moves, Pure Pressure, Nolwenn Leroy & Georges-Alain Jones e Tina Arena.

### Versão do Cascada
"Wouldn't It Be Good" recebeu um cover do grupo alemão Cascada, para o seu álbum de estreia, Everytime We Touch.

### Paradas
| Máximas posições nas paradas | Máximas posições nas paradas | Máximas posições nas paradas | Máximas posições nas paradas | Máximas posições nas paradas | Máximas posições nas paradas | Máximas posições nas paradas | Máximas posições nas paradas | Máximas posições nas paradas | Máximas posições nas paradas | Máximas posições nas paradas | Máximas posições nas paradas | Certificação |
| GER                          | AUT                          | FRA                          | IRE                          | NL                           | SWE                          | UK                           | US                           | US Dance                     | EU                           | AUS                          | CAN                          | Certificação |
| ---------------------------- | ---------------------------- | ---------------------------- | ---------------------------- | ---------------------------- | ---------------------------- | ---------------------------- | ---------------------------- | ---------------------------- | ---------------------------- | ---------------------------- | ---------------------------- | ------------ |
| 9                            | 3                            | 2                            | 6                            | 23                           | 5                            | 10                           | 52                           | 1                            | 5                            | —                            | 54                           | - EUA: Ouro  |